# Ectobius eckerleini
Ectobius eckerleini är en kackerlacksart som beskrevs av Harz 1977. Ectobius eckerleini ingår i släktet Ectobius och familjen småkackerlackor. Inga underarter finns listade i Catalogue of Life.